# 東大館站
東大館站（日语：／ Higashi-Ōdate eki */?）是位於秋田縣大館市常盤木町14番1號，東日本旅客鐵道（JR東日本）的花輪線車站。

## 歷史
- 1914年（大正3年）7月1日：秋田鐵道（日语：秋田鉄道）大館站至扇田站之間開通，此站啟用。當時此站位於北秋田郡大館町（日语：大館町）。
- 1934年（昭和9年）6月1日：秋田鐵道國有化，成為鐵道省（國鐵）車站。
- 1987年（昭和62年）4月1日：伴隨國鐵分割民營化，車站由東日本旅客鐵道（JR東日本）營運。
- 1999年（平成11年）12月4日：隨著花輪線引入CTC，此站列車交會設備廢止。同時此站成為業務委託車站[1]。取消東大館站長，由鹿角花輪站長管理。
- 2020年（令和2年）
  - 3月13日：綠色窗口最後一天營業[2]。
  - 3月14日：成為無人車站。

## 車站構造
車站是一座地面車站，設有1面1線的單式月台。原本車站內設有1面2線的島式月台，可進行列車交會，現時只使用舊2號月台（下行線）。
此站是由鹿角花輪站管理的無人車站。於車站內設有乘車站證明書發行機與候車室。曾經車站內設有商店（Kiosk→JR Atlis商店）。

## 使用狀況
以下列出乘車人次變化：
| 乘車人次變化       | 乘車人次變化     | 乘車人次變化    |
| 年度               | 1日平均 乘車人次 | 參考資料        |
| ------------------ | ---------------- | --------------- |
| 2000年（平成12年） | 405              | [ 利用客数 1 ]  |
| 2001年（平成13年） | 336              | [ 利用客数 2 ]  |
| 2002年（平成14年） | 298              | [ 利用客数 3 ]  |
| 2003年（平成15年） | 254              | [ 利用客数 4 ]  |
| 2004年（平成16年） | 234              | [ 利用客数 5 ]  |
| 2005年（平成17年） | 224              | [ 利用客数 6 ]  |
| 2006年（平成18年） | 243              | [ 利用客数 7 ]  |
| 2007年（平成19年） | 251              | [ 利用客数 8 ]  |
| 2008年（平成20年） | 240              | [ 利用客数 9 ]  |
| 2009年（平成21年） | 235              | [ 利用客数 10 ] |
| 2010年（平成22年） | 211              | [ 利用客数 11 ] |
| 2011年（平成23年） | 207              | [ 利用客数 12 ] |
| 2012年（平成24年） | 192              | [ 利用客数 13 ] |
| 2013年（平成25年） | 191              | [ 利用客数 14 ] |
| 2014年（平成26年） | 185              | [ 利用客数 15 ] |
| 2015年（平成27年） | 191              | [ 利用客数 16 ] |
| 2016年（平成28年） | 223              | [ 利用客数 17 ] |
| 2017年（平成29年） | 240              | [ 利用客数 18 ] |
| 2018年（平成30年） | 239              | [ 利用客数 19 ] |

## 車站周邊
在東大館站前設有大館市內的一個居酒店集中地，該處名為一番町（國際通），在該處南邊設有二番町和三番町。
- 大館常盤木町郵局
- 大館神明社
- 大館市立第一中學（日语：大館市立第一中学校）
- 秋田銀行大館分店
- 北都銀行（日语：北都銀行）大館分店
- 青森銀行大館分店
- 陸奧銀行大館分店
- 秋田縣信用組合（日语：秋田県信用組合）大館分店
- 大館市立綜合醫院（日语：大館市立総合病院）
- 市營大館棒球場
- 大館市政廳
- 大館郵局（日语：大館郵便局）

## 巴士路線

### 東大館站前
- 前往鳳鳴高校（日语：秋田県立大館鳳鳴高等学校）前：只於平日通勤、上學時段行走
- 清爽南號（真中線）
  - 櫃崎、赤石、板澤、南小學方向
  - 市立醫院（日语：大館市立総合病院）、大館站方向
- 清爽南號（二井田線）
  - 南小學、二井田、扇田站、扇田病院（日语：大館市立扇田病院）方向
  - 市立醫院、大館站方向

### 大館南町、大館鍛冶町
在車站以東約400米設有大館南町和大館鍛冶町巴士站。
大館南町
- 扇田醫院、大瀧溫泉（日语：大滝温泉 (秋田県)）、秋田勞災醫院（日语：秋田労災病院）、十二所、鹿角市方向
- 大館高校（日语：秋田県立大館高等学校）前、巽町、中野、彌助方向

大館鍛冶町
- 前往鳳鳴高校前
- 市立醫院前、大館站前、陣場、矢立高地（日语：道の駅やたて峠）、寺之澤方向
- AEON大館店（日语：イオンスーパーセンター大館店）前、小坂高校（日语：秋田県立小坂高等学校）（小坂交流道巴士站）、小坂町方向
- AEON大館店、大館樹海巨蛋（日语：大館樹海ドーム）、獅子森方向（獅子森環狀線）
- 循環巴士、八公號

## 相鄰車站
東日本旅客鐵道（JR東日本）
■花輪線
扇田－東大館－大館

## 注腳

### 使用狀況
1. ↑  . 東日本旅客鉄道.   [2019-02-16]. （原始内容存档于2019-04-02） （日语）.
2. ↑  . 東日本旅客鉄道.   [2019-02-16]. （原始内容存档于2019-02-22） （日语）.
3. ↑  . 東日本旅客鉄道.   [2019-02-16]. （原始内容存档于2019-04-02） （日语）.
4. ↑  . 東日本旅客鉄道.   [2019-02-16]. （原始内容存档于2019-04-02） （日语）.
5. ↑  . 東日本旅客鉄道.   [2019-02-16]. （原始内容存档于2019-04-02） （日语）.
6. ↑  . 東日本旅客鉄道.   [2019-02-16]. （原始内容存档于2017-08-08） （日语）.
7. ↑  . 東日本旅客鉄道.   [2019-02-16]. （原始内容存档于2019-04-02） （日语）.
8. ↑  . 東日本旅客鉄道.   [2019-02-16]. （原始内容存档于2019-04-02） （日语）.
9. ↑  . 東日本旅客鉄道.   [2019-02-16]. （原始内容存档于2019-02-22） （日语）.
10. ↑  . 東日本旅客鉄道.   [2019-02-16]. （原始内容存档于2019-04-02） （日语）.
11. ↑  . 東日本旅客鉄道.   [2019-02-16]. （原始内容存档于2016-03-27） （日语）.
12. ↑  . 東日本旅客鉄道.   [2019-02-16]. （原始内容存档于2019-04-02） （日语）.
13. ↑  . 東日本旅客鉄道.   [2019-02-16]. （原始内容存档于2019-03-27） （日语）.
14. ↑  . 東日本旅客鉄道.   [2019-02-16]. （原始内容存档于2019-03-06） （日语）.
15. ↑  . 東日本旅客鉄道.   [2019-02-16]. （原始内容存档于2019-03-06） （日语）.
16. ↑  . 東日本旅客鉄道.   [2019-02-16]. （原始内容存档于2019-03-23） （日语）.
17. ↑  . 東日本旅客鉄道.   [2019-02-16]. （原始内容存档于2019-02-14） （日语）.
18. ↑  . 東日本旅客鉄道.   [2019-02-16]. （原始内容存档于2019-03-25） （日语）.
19. ↑  . 東日本旅客鉄道.   [2019-07-07]. （原始内容存档于2019-07-05） （日语）.

## 外部連結
- 車站資訊（東大館）：東日本旅客鐵道（日語）